# المنشية (طولكرم)
المنشية كانت قرية فلسطينية في قضاء طولكرم.

## حول القرية
قرية فلسطينية تقع في الشمال الغربي لمدينة طولكرم وقرية عتيل والجنوب الغربي من الجلمة، على بعد ثلاثة كم من شمالي قرية قاقون، وهي تقع على الخط الفاصل الذي يفصل بين قضائي حيفا وطولكرم ويمر بجانب القرية خطّ السكة الحديدية الواصل حيفا بطولكرم، وبينها وبين القرى المحيطة القاقون الجلمة وبير السكة طريق تصلح للسيارات. تقوم القرية إلى الشمال قليلا من الحوض الأعلى لوادي الحوارث في السهل الساحلي الأوسط وترتفع عن سطح البحر 35 مترا؛ عمرانيا امتدت من الجهة الغربية لسكة القطار المذكورة وامتدت جنوبا نحو قاقون، لم يكن فيها مرافق عامة، تكثر في القرية الآبار للري والشرب وللماشية. بلغت مساحة القرية 16,770 دونم 323 للأودية يرزع في أرضها الحبوب البطيخ والخضار. في عام 1922 بلغ عدد سكانها 94 نسمة وفي عام 1954 كان عدد السكان 260 نسمة كلهم من آل دقّة قدموا إليها من عبسان من غزة.

## التهجير
وقد أخليت من سكانها خلال الحرب في فلسطين الانتدابية في 15 أبريل 1948 تحت المقاصة الساحلية. كان تقع على بعد 12.5 كم شمال غرب طولكرم. في عام 1945 كان عدد سكانها 260.

## القرية اليوم
يقوم على أراضي القرية مستوطنة أليخين، حيرف ليئات، أحيطوف